# Tinolius quadrimaculatus
Tinolius quadrimaculatus är en fjärilsart som beskrevs av Walker 1864. Tinolius quadrimaculatus ingår i släktet Tinolius och familjen nattflyn. Inga underarter finns listade i Catalogue of Life.